# Julie Morel

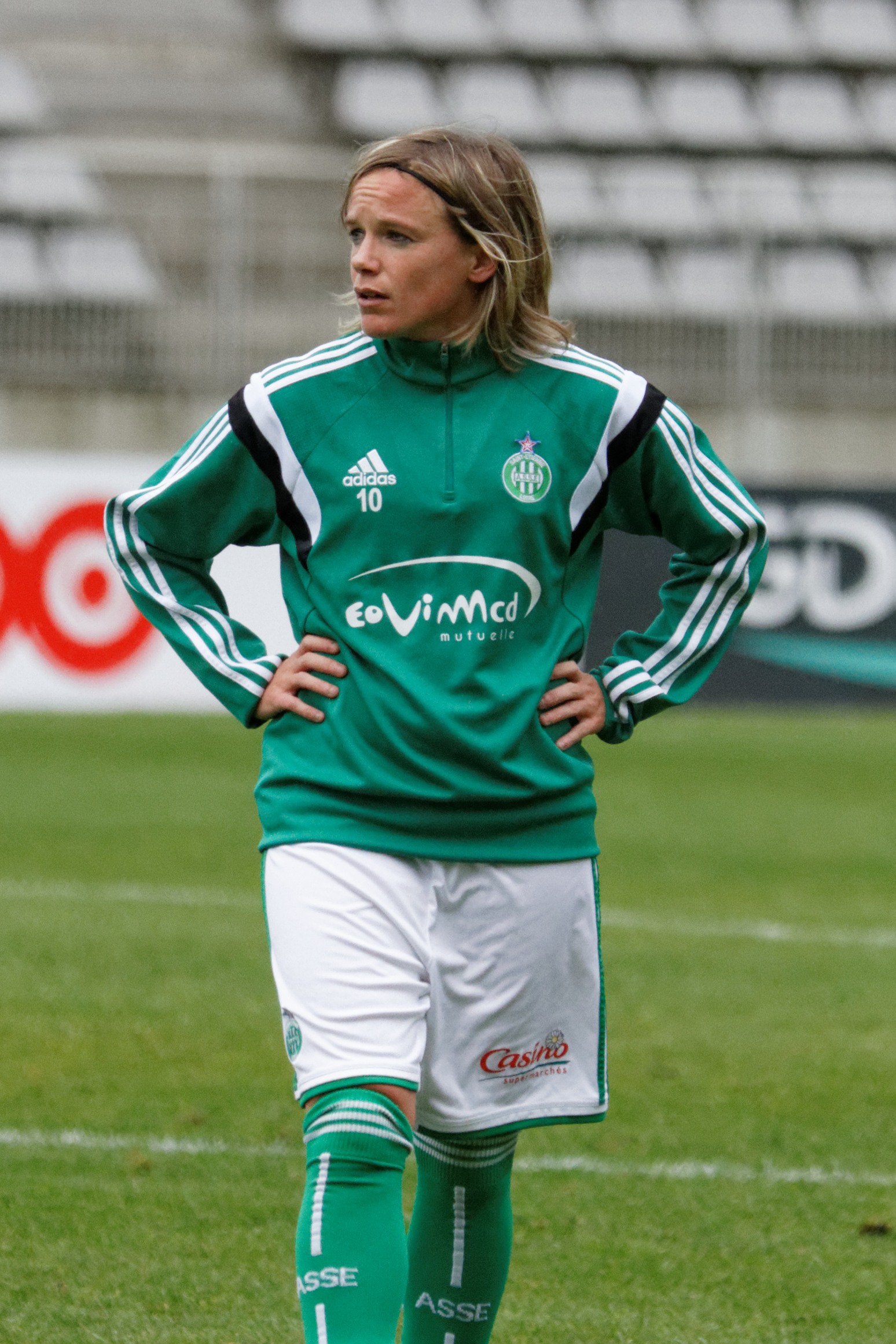
Julie Morel 2014

Julie Morel (* 6. August 1982 in Saint-Germain-en-Laye) ist eine ehemalige französische Fußballspielerin.

## Vereinskarriere
Julie Morel verbrachte einen Teil ihrer Kindheit und Jugend in der Basse-Normandie, wo sie bei kleineren Vereinen in und um Saint-Lô Fußball spielte. 1999 schloss sie sich dem Zweitdivisionär ES Cormelles-le-Royal an, mit dem sie zur Saison 2000/01 in die höchste französische Liga aufstieg. Die Frauen stiegen daraus nach nur einer Spielzeit wieder ab, aber die 1,57 m große Mittelfeldspielerin blieb ihrer Elf weitere drei Jahre treu. Erst 2004 wechselte sie den Klub, als mit dem FCF Condé-sur-Noireau ein anderes Team aus der Region in die Division 1 aufstieg. Die Condéennes entwickelten sich allerdings zu einer regelrechten „Fahrstuhlmannschaft“, die in Morels dortigen fünf Spielzeiten im Jahresrhythmus zwischen erster und zweiter Liga pendelte. Auch im Landespokalwettbewerb schieden ihre Frauschaften in diesen Jahren meist frühzeitig aus. Lediglich 2006 und 2009 gelang zweimal der Einzug ins Viertelfinale.
Ab 2009 spielte sie, im ersten Jahr unter anderem an der Seite der jungen Torjägerin Eugénie Le Sommer, für den bretonischen Erstdivisionär Stade Briochin. Als dessen Frauenelf sich 2011 dem benachbarten EA Guingamp anschloss, vollzog Julie Morel diesen Schritt mit. 2012 folgte dort ihr sportlich erfolgreichstes Jahr, als sie im Sommer vom französischen Fußballverband als beste D1-Spielerin der Saison ausgezeichnet wurde – und dies, obwohl Guingamp lediglich im Tabellenmittelfeld beheimatet war – und etwas später sogar den Nationaldress tragen durfte (siehe unten).
Allerdings endete diese positive Zeit abrupt: EA Guingamp verzichtete kurz nach Rückrundenbeginn im Januar 2013 auf das weitere Mitwirken seiner Spielführerin. Morel schloss sich daraufhin für den Rest der Spielzeit wieder dem Zweitligisten FCF Condé an, ehe zu Saisonbeginn 2013/14 die AS Saint-Étienne sie verpflichtete, mit deren Frauen sie erst am letzten Spieltag den Klassenerhalt sichern konnte und auch weiter erstklassig spielt. Kurz vor der Winterpause 2014/15 zog sie sich allerdings einen Bänderriss zu, der sie für längere Zeit außer Gefecht setzt. Dennoch hat der Verein den Vertrag mit Morel, die in der ASSE-Fußballschule Jugendliche trainiert, bis 2016 verlängert.
Im Sommer 2016 beendete Julie Morel ihre zwei Jahrzehnte währende Karriere, in der sie mindestens – für die Saison 2000/01 liegen bisher keine Einsatzzahlen vor – 165 Spiele in der ersten sowie 34 in der zweiten Division bestritten und dabei 49 Tore (36 in D1, 13 in D2) geschossen.

### Stationen
- FC Saint-Lô (1995–1997)
- La Mancellière (1997/98)
- FC Vire Joigne (1998/99)
- Entente Sportive Cormelles-le-Royal (1999–2004)
- FCF Condé-sur-Noireau (2004–2009)
- Stade Saint-Brieuc (2009–2011)
- En Avant Guingamp (2011–Januar 2013)
- FCF Condé-sur-Noireau (Januar–Juni 2013)
- AS Saint-Étienne (2013–2016)

## Nationalspielerin
Julie Morel hat als Jugendliche für keines der nationalen Jahrgangsauswahlteams gespielt. Im Juni 2009 bestritt sie allerdings für Frankreich A’ (so heißt dort die B-Frauennationalelf) eine Begegnung gegen Tunesien, in der Trainer Bruno Bini sie, wie fünf andere Mitspielerinnen auch, in der Halbzeitpause auswechselte.
Als Frankreichs A-Frauschaft in der Qualifikation zur Europameisterschaft in Guingamp auf die Irinnen traf (September 2012), berief Bini die Mittelfeldakteurin in sein Aufgebot. Neun Minuten vor dem Abpfiff betrat die 30-Jährige dann für Camille Abily den Rasen des heimischen, mit gut 10.000 Zuschauern gefüllten Stade de Roudourou, und nur fünf Minuten später verwandelte sie eine Vorlage von Eugénie Le Sommer zum 4:0-Endstand. Einen Monat später wurde sie zwar noch einmal für einen Lehrgang des französischen A- und B-Kaders nominiert, aber dieses „späte, doppelte Debüt“ blieb bisher Morels einziges A-Länderspiel. (Stand: 28. Dezember 2014)

## Palmarès
- Beste Erstligaspielerin der Saison 2011/12